# 斯科特短吻獅子魚
斯科特短吻獅子鱼，为輻鰭魚綱鮋形目杜父魚亞目狮子鱼科的其中一種。分布於東北太平洋區的阿拉斯加東南方海域，棲息在水深8至183公尺的水域，生活習性不明。